# ميغيل غوميز ماريانو
ميغيل غوميز ماريانو (بالإسبانية: Miguel Mariano Gómez) (و. 1889 – 1950 م) هو سياسي من كوبا.